# Pindo (Penalva do Castelo)
Pindo es una freguesia portuguesa del concelho de Penalva do Castelo, con 16,82 km² de superficie y 2.245 habitantes (2001). Su densidad de población es de 133,5 hab/km².